# ゆうとくんがいく
『ゆうとくんがいく』は、サッカー選手・長友佑都を題材とした日本のショートアニメ。2013年6月14日から12月6日までディズニーXDで初回放送され、その後リピート放送されていた。全26話。
2014年5月31日には劇場版が全国のイオンシネマ系列劇場で公開された。

## 概要
日本代表のサッカー選手である長友佑都が監修した約1分間の短編アニメーション。長友自身がモデルとなった二頭身半の「ゆうとくん」が主人公として登場し、サッカーの出会いから青春時代、代表チーム「ポジティブcチームゆうとくんジャパン」の活躍までが描かれる。

## 主な登場人物
- ゆうとくん
- カナちゃん
- まーくん

## キャスト
- ゆうとくん - 竹内順子
- 庄子裕衣
- 浜添伸也
- 菅沢公平
- 高瀬朝季
- 財城里佳
- 野口花緒
- こやまきみこ

## スタッフ
- 監修 - 長友佑都
- 企画・プロデュース - 小池賢太郎
- プロデューサー - 山田周
- 監督・キャタクターデザイン・アニメーション - 太田和彩
- 脚本 - 溝井英一デービス
- 音響監督 - 小泉紀介、神南スタジオ
- 録音・調整 - 砂押知宏、神南スタジオ
- 音響効果 - 鋤柄務、アニメスタジオ
- 音楽 - 笠松美樹
- 制作プロダクション - 白組
- 制作協力 - スポーツコンサルティングジャパン

## 各話リスト
| 話数                     | サブタイトル         | メッセージ                                            | 放送日         |
| ようちえん編             | ようちえん編         | ようちえん編                                          | ようちえん編   |
| ------------------------ | -------------------- | ----------------------------------------------------- | -------------- |
| 1                        | サッカーとの出会い   | 自分の失敗はだれかの成功でもあるんだね!!              | 2013年 6月14日 |
| 2                        | サッカー少年         | 大切なモノは同時に2つ持てない ふしぎだね              | 6月21日        |
| しょうがくせい編         |                      |                                                       |                |
| 3                        | ニコリ笑顔上手       | あの子もキミもみんな涙をこらえているんだね            | 6月28日        |
| 4                        | 兄と弟の決闘!        | 何でも言えるキョウダイ そんな関係どうだい？           | 7月5日         |
| 5                        | 挑戦者               | 失敗を重ねたから ヒトは成功するんだね                 | 7月12日        |
| 中学生編                 |                      |                                                       |                |
| 6                        | ゆれる心             | 誰かに照らされたキミはいつか誰かを照らすでしょう      | 7月19日        |
| 7                        | ベンキョーはつらいよ | 苦手なコトに向き合えば 逃げないチカラが身につくね     | 7月26日        |
| 8                        | 転校するあの子       | 同じ夢の仲間と出会う それこそ夢のようだね             | 8月2日         |
| 高校生編                 |                      |                                                       |                |
| 9                        | 初めてのお仕事       | 思いがけない仕事も 人生にはつきものなんだね           | 8月9日         |
| 大学生編                 |                      |                                                       |                |
| 10                       | 上京物語             | 誰かの優しさに出会えると 誰かに優しくしたいと思うよね | 8月16日        |
| 11                       | 何ごとも形から       | どんなカタチでも 一生懸命は素敵だね                   | 8月23日        |
| 12                       | 気配り上手           | 素敵な香りは怪我のモト 大人になればワカリマス…        | 8月30日        |
| プロ東京編               |                      |                                                       |                |
| 13                       | 全力勝負!!           | アツい情熱が 世界をアッと驚かせるんだね               | 9月6日         |
| 14                       | 初めてのお給料       | 失敗した買い物も 思い出に残るものなんだね             | 9月13日        |
| 15                       | 新入社員             | ライバルの存在が 自分を強くさせてくれるんだね         | 9月20日        |
| ポジティブジャパン代表編 |                      |                                                       |                |
| 16                       | ロボくん（前編）     | 古いモノはいつか"宝モノ"と呼ばれるんだね              | 9月27日        |
| 17                       | ロボくん（後編）     | いつまでも忘れない それを親友と言うんだね             | 10月4日        |
| 18                       | 一日署長             | 細く長い人生を踏み外すコトもあるんだね                | 10月11日       |
| 19                       | チームドクター       | 良くも悪くも キミのかわりはいないのさ                 | 10月18日       |
| イタリア編               |                      |                                                       |                |
| 20                       | 日本魂               | 立ち上がれますように 何度も転んだその度に             | 10月25日       |
| 21                       | ピザ屋のお手伝い     | どんな作業も楽しむ心 それが偉業を生むんだね           | 11月1日        |
| 22                       | 小さな恋のメロディー | 素直になれないと 後悔するかもしれないよ               | 11月8日        |
| 23                       | スター俳優           | キミなら出来る そう思われたら素敵だね                 | 11月15日       |
| ポジティブジャパン代表編 |                      |                                                       |                |
| 24                       | 究極の挑戦!          | 自分の限界は 乗り越えるためにあるんだね               | 11月22日       |
| 25                       | 最終確認!!           | 何度も重ねた練習が 勝利をつかむヒケツだね             | 11月29日       |
| 26                       | 勝利の余韻!          | がんばれニッポン！どこまでも…………                      | 12月6日        |

## 放送局
| 放送地域 | 放送局       | 放送期間                | 放送日時           | 備考 |
| -------- | ------------ | ----------------------- | ------------------ | ---- |
| 日本全域 | ディズニーXD | 2013年6月14日 - 12月6日 | 金曜 17:55 - 18:00 |      |